# Nyenskans
Nyenskans var en svensk fästning på 1600-talet. Skansen låg öster om Sankt Petersburgs nuvarande centrum på en landtunga, som bildas där den lilla ån Ochta (svenska: Svartå, Svartbäcken) flyter in i Neva. Vid fästningen lät man 1638 grunda staden Nyen.

## Historia

### Fästningen Landskrona
Under utgrävningar av fästningen åren 1992–2000 hittade man rester av tre olika medeltida fästningar på platsen för Nyenskans. Den enda historiskt kända av dem är den svenska fästningen Landskrona som under ledning av marsken Tyrgils Knutsson anlades år 1300. Den var för sin tid en mycket stor och ovanligt väl befäst träborg med åtta torn. På våren 1301 samlade ryssarna ihop en väldig här som belägrade fästningen, i det som kallas för andra slaget vid Landskrona, och när en brand bröt ut inne i borgen drog sig svenskarna tillbaka till en källare. De sista svenskarna togs till fånga och ryssarna brände fästningen.

### Anläggningen från år 1611
Den svenska inblandningen 1609 i den Stora oredan i Ryssland klargjorde att Sverige behövde en fästning som kunde behärska vattenleden längs Nevan. Den plats man valde var sannolikt densamma där Landskrona hade legat. Problem låg i att det i Nevans delta inte fanns vare sig timmer eller sten utan de måste hämtas längre ifrån. Den första fästningen torde ha varit en sexkantig anläggning med en timrad, tornförsedd kungsgård. Fästningens besättning var hela tiden liten, år 1617 fanns det inalles 200 man i Nöteborg och Nyenskans. Generalguvernörerna i Ingermanland skrev till riksrådet 1652 och 1654 och bad om en fortifikationsplan för fästningen och staden Nyen intill. Det var inte nog med att fästningen var en primitiv skapelse, den hade dessutom fått förfalla.

### Rupturkriget och fästningens utbyggnad
Eftersom inga befästningarbeten gjordes före det så kallade Rupturkriget som utbröt med ett ryskt anfall på de svenska besittningarna i Baltikum, Ingermanland och Finland kunde ryska trupper den 5 juni 1656 med lätthet inta staden och fästningen. Svenskarna återtog fästningen redan i september och efter ett nytt ryskt angrepp flyttade krigsscenen till andra trakter. En återuppbyggnad av fästningen försvårades av bristen på hantverkare. Däremot fick Nyenskans en förstärkning i form av trupper. I september 1661 kunde krigskollegiet dock meddela att skansen och dess besättning var satta i skick. Hur fästningen såg ut då vet man inte men under tiden efter rupturkriget försågs den med fem bastioner och två raveliner. Dessa kritiserades hårt 1681 som alltför svaga. Under 1600-talets sista år utvidgades fästningen i söder med tre redutter omgivna av en vattengrav.

### Stora nordiska kriget

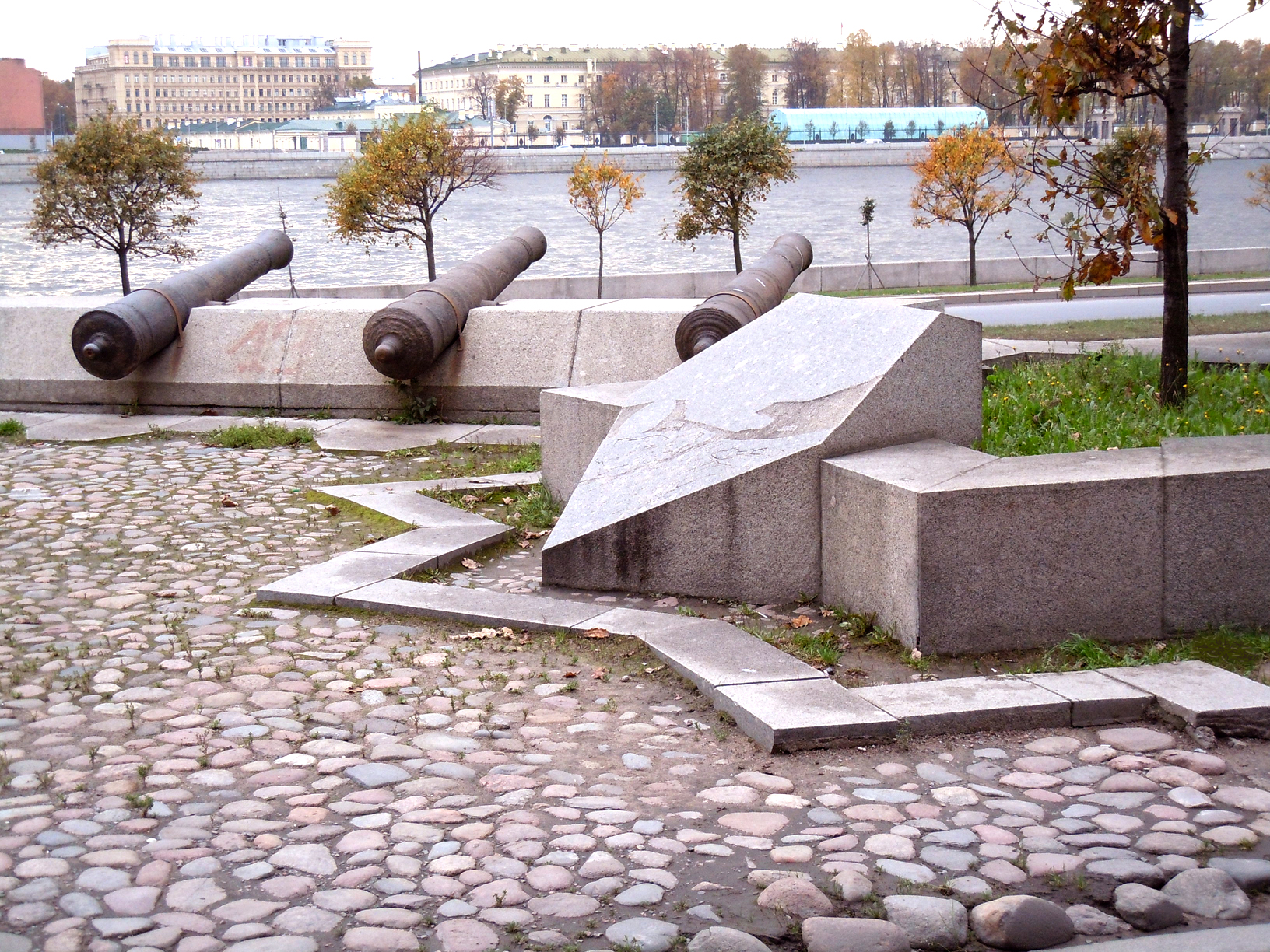
Monumentet över Nyenskans av V. A. Reppo

Det stora nordiska kriget bröt ut vintern 1700 med bland annat ett angrepp på Ingermanland. Redan samma sommar flydde Nyens befolkning men många återvände. I oktober 1702 föll Nöteborg för ett ryskt angrepp och stadsborna i Nyen flydde på nytt. Ännu samma månad lät fästningens kommendant överste Johan Apolloff bränna staden för att stärka sin försvarsställning. I april väntade man att isen skulle gå i Nevan och fruktade därför ett ryskt anfall. En rysk inringning av fästningen med minst 20 000 man inleddes den 25 april. Efter att tsar Peter och artilleriet hade kommit till platsen inledde ryssarna den 30 april ett bombardemang som pågick hela natten. Den 1 maj 1703 kapitulerade fästningen och de kvarvarande av den 700 man starka besättningen fick avtåga till Narva.

### Den ryska tiden
Tsaren bytte genast namnet på Nyenskans till Slotburg. En första rivning av fästningen skedde genast efter erövringen, en andra 1709 efter slaget vid Poltava då tsaren blev övertygad om ryssarnas överlägsenhet. Då sprängdes fästets vallar. På en karta från 1717 kan man se att befästningen fanns kvar. Två av fästningens bastioner revs år 1744. Varvet Petrozavod (ursprungligen Охтинские верфи) anlades år 1721 vid det tidigare Nyenskans och verkade där till år 1995. Området blev en del av Sankt Petersburgs stad år 1828.
Arkeologiska utgrävningar gjordes på platsen åren 1992–2000 under ledning av dr P. E. Sorokin och också senare för att förbereda en utställning år 2003 med anledning av Sankt Petersburgs 300-årsjubileum. Jubileumsutställningen blev starten på det historiska och arkeologiska museet "Nyenschanz". Fram till 2006 var museets huvudsponsor det statliga bolaget Gazprom Neft’. Samma företag grundade 2007 Ochta-stiftelsen för att stödja museet. Företaget hade vid den tiden planerat att uppföra sitt huvudkontor på platsen för Nyenskans men genom kulturbevarande kretsars påtryckning ändrades planerna och man uppförde i stället Lachta center på en annan plats. Ryska myndigheter gav 2020 Gazprom tillstånd att på platsen för Nyenskans uppföra ett köpcentrum med kontorslokaler samt en liten park. Efter många överklaganden och processer hade ännu i november 2022 ingen bebyggnad skett och ett nytt överklagande från motståndare till Gazproms projekt var under behandling i lokala rättsinstanser.

## Kommendanter på Nyenskans
Fullständiga uppgifter saknas och angivande av enstaka år innebär inte med nödvändighet att tjänsteinnehavet inskränkte sig till bara detta år.
- 1617 – Fredrik Möller, ”förvaltare på skansen vid Nyen”
- 1634 – N.N., slottshövitsman
- 1645–1660 – Simon Skragge (adlad Skraggensköld), slottshövitsman
- 1661–1669 – Alexander Andersson, överste, kommendant
- 1669–1687 –  Alexander Pereswetoff-Morath, överste, kommendant
- 1687–1689 – Anders Fraser, major, tjänstgörande kommendant
- 1689–1703 – Johan Apolloff, överste, kommendant